# Roebin Kazan

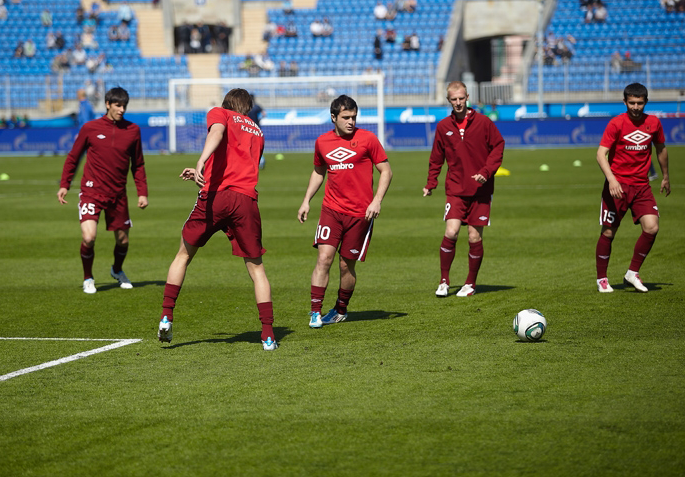
Spelers van Roebin Kazan in 2011

Roebin Kazan (Russisch: Футбольный Клуб "Рубин Казань"; Foetbolny kloeb "Roebin Kazan'", Tataars: "Рубин Казан" футбол клубы; "Roebin Qazan" futbol klubı) is een Russische voetbalclub uit Kazan, de hoofdstad van Tatarstan en ligt ongeveer 800 kilometer van Moskou en ongeveer 650 kilometer van de grens tussen Europa en Azië.
De club werd in 1936 opgericht in de Gorboenovfabriek, een geheim bedrijf dat produceerde voor de defensie-industrie. Om deze reden veranderde het bestuur van het stadsdistrict Leninski, waar de fabriek stond, de naam voortdurend. Namen die werden gebruikt waren Krylja Sovjetov, Iskra en Roebin. De groep groeide al snel uit tot een van de beste van Kazan.
Vanaf 1948 nam de club deel aan de kampioenschappen van de Sovjet-Unie. Tussen 1948 en 1957 behaalde de club 3 maal de 3e plaats en 6 maal de 2e plaats in de kampioenschappen van de Wolgaregio. In 1956 wist de club de finale te bereiken, maar werd 9e van de 13 clubs die meededen tijdens de finale in Grozny. In 1958 werd de naam Iskra Kazan aangenomen. Dat was het jaar dat het Roebin begon te doen in de Klasse B van het Kampioenschap van de Sovjet-Unie. In 1964 werd de huidige naam Roebin aangenomen (de Engelse internationale (getranslitereerde) naam die naast het Russische Рубин wordt gebruikt). Tussen '92 en '93 heette de club Roebin-TAN. In 2003 promoveerde de club voor het eerst naar de eerste klasse in Rusland. Het eerste seizoen was bijzonder succesvol met een 3de plaats en kwalificatie voor de UEFA Cup. In 2008 vierde de club haar 50-jarige bestaan, daar tegenwoordig het jaar 1958 als beginjaar van de club wordt gezien.

## Erelijst
Nationaal
- Premjer-Liga: 2008, 2009
- Pervy divizion PFL: 2002
- Beker van Rusland: 2012
- Russische Supercup: 2010, 2012

Internationaal
- GOS-beker: 2010

## Eindklasseringen (grafisch) vanaf 1992
| 5 |

| 8 |

| 15 |

| 17 |

| 6 |

| 1 |

| 7 |

| 7 |

| 3 |

| 8 |

| 1 |

| 3 |

| 10 |

| 4 |

| 5 |

| 10 |

| 1 |

| 1 |

| 3 |

| - |

| 6 |

| 6 |

| 9 |

| 5 |

| 10 |

| 9 |

| 10 |

| 11 |

| 10 |

| 4 |

| Premjer-Liga | FNL | 2e divisie |

## In Europa
Roebin Kazan speelt sinds 2004 in diverse Europese competities. Hieronder staan de competities en in welke seizoenen de club deelnam:
- Champions League (3x)

2009/10, 2010/11, 2011/12
- Europa League (6x)

2009/10, 2010/11, 2011/12, 2012/13, 2013/14, 2015/16
- Europa Conference League (1x)

2021/22
- UEFA Cup (2x)

2004/05, 2006/07
- Intertoto Cup (1x)

2007

## Bekende (oud-)spelers
- Roman Adamov
- Aloísio
- Cristian Ansaldi
- Selim Benachour
- Alexander Bukharov
- Carlos Castro
- Alejandro Domínguez
- Hasan Kabze
- Jordi Figueras
- Hwang In-beom
- Gökdeniz Karadeniz

- Abdelkarim Kissi
- Maxime Lestienne
- Marko Livaja
- Savo Milošević
- Rafał Murawski
- Yann M'Vila
- Christian Noboa
- Sergei Rebrov
- Roni
- Cédric Roussel

- José Salomón Rondón
- Sergej Semak
- Andrés Scotti
- MacBeth Sibaya
- Ebrima Sillah
- Fatih Tekke
- Stjepan Tomas